# La Aldea, Silao de la Victoria
La Aldea är en ort i Mexiko.   Den ligger i kommunen Silao de la Victoria och delstaten Guanajuato, i den centrala delen av landet, 290 km nordväst om huvudstaden Mexico City. La Aldea ligger 1 760 meter över havet och antalet invånare är 5 615.
Terrängen runt La Aldea är en högslätt. Runt La Aldea är det tätbefolkat, med 297 invånare per kvadratkilometer. Närmaste större samhälle är Silao, 7,1 km nordost om La Aldea. Omgivningarna runt La Aldea är en mosaik av jordbruksmark och naturlig växtlighet.